# ジュゼッペ・オリーヴィ

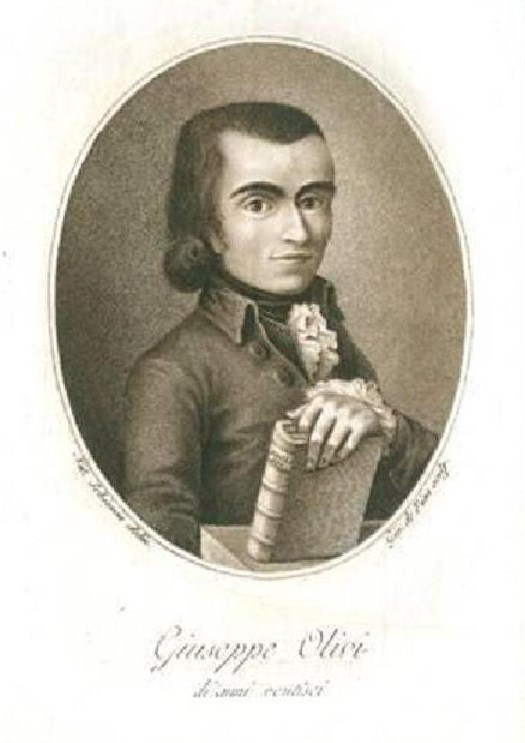
ジュゼッペ・オリーヴィ

ジュゼッペ・オリーヴィ（Giuseppe Olivi、1769年3月18日 - 1795年8月24日）はイタリアの博物学者である。

## 略歴
現在のヴェネト州ヴェネツィア県のキオッジャに生まれた。キオッジャで、フランチェスコ・ファブリスやジュゼッペ・ファブリスに学んだ。広い分野の自然科学に興味を持ち、化学では、アントワーヌ・ラヴォアジエの理論の賛同者であり、鉱物学、農学、動物学、植物学を研究した。主な業績はアドリア海、ヴェネツィア湾の生物、藻類の研究であり、著書に "Zoologia Adriatica ossia Catalogo ragionato degli animali del golfo e delle lagune di Venez"（1972)や植物の屈光性を論じた、"Delle conserve irritabili, e del loro movimento di progressione verso la luce" などがある。機械論的な生理学者、アルブレヒト・フォン・ハラーの支持者で、生気論の論争に加わった。
イタリア科学アカデミー（(L’Accademia Nazionale delle Scienze detta dei XL）の会員に選ばれた。